# عصب حرقفي أربي
العصب الحرقفي الأربي (بالإنجليزية: Ilioinguinal nerve)‏ هو عصب يتَفرعُ من الأعصاب القطنية.
يتفرع في الإناث لينشئ العصب الشفري الأمامي، وفي الذكور العصب الصفني الأمامي.

## معرض صور

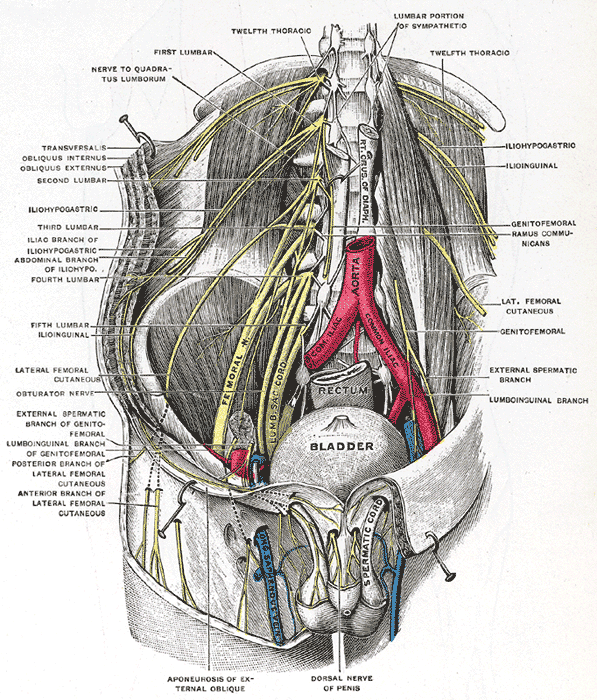
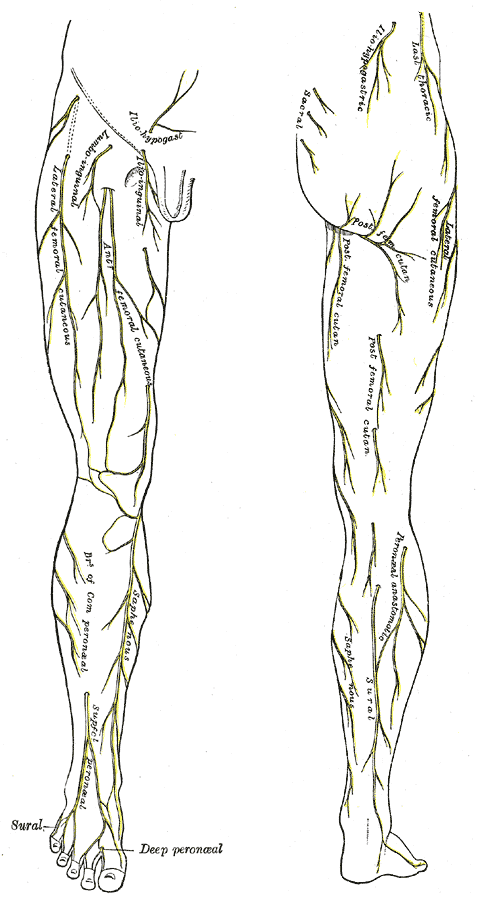